# 復興路 (三峽區)
復興路為來回新北市三峽區與鶯歌區的唯一主要幹道，穿越三峽現有市街中心，夾於三峽大橋、三鶯大橋間，屬縣道110號，和臺3線省道（臺北－三峽－大溪）共為三峽主要聯外幹道，寬度各為二十米。2007年，為紓解復興路交通壅塞之問題，臺北縣政府開始推動「國道三號三鶯交流道增設北上出口匝道工程」計畫。

## 沿線設施
(依門牌號碼排序)
- 新光銀行三峽分行(45號)
- 臺灣大哥大三峽復興特約服務中心(89號)
- 新北市立三峽國民中學、市立三峽國中幼兒園(238號)
- 統聯客運三峽站(269號)
- 臺灣中油三鶯站(316號)
- 恩主公醫院(399號)
- 國立台北大學(經過後方)
- 三鶯線台北大學站（興建中）